# Confirmation
Confirmation – album muzyczny amerykańskiego pianisty jazzowego Tommy’ego Flanagana nagrany w Stanach Zjednoczonych dla niemieckiej wytwórni Enja Records.
Utwory: "Maybe September", "Confirmation" (alternate take) oraz "Cup Bearers" (alternate take) nagrano 4 lutego 1977 w Sound Ideas Studios w Nowym Jorku, podczas tej samej sesji, z której wydano płytę Eclypso. Natomiast "How High The Moon" i "It Never Entered My Mind" zostały zarejestrowane 15 listopada 1978 również w Nowym Jorku, ale w Penthouse Studio. W tej sesji wzięli udział tylko Flanagan i George Mraz. LP ukazał się w 1978; późniejsze reedycje na CD wydawali m.in. Enja (1992), Polydor K.K. w Japonii.

## Muzycy
- Tommy Flanagan – fortepian
- George "Jiri" Mraz – kontrabas
- Elvin Jones – perkusja

## Lista utworów
Strona A
| 1. | "Maybe September" (Ray Evans, Percy Faith, Jay Livingston) | 4:54  |
|    |                                                            |       |
| 2. | "Confirmation" (Charlie Parker)                            | 6:48  |
|    |                                                            |       |
| 3. | "How High The Moon" (Nancy Hamilton, Morgan Lewis)         | 6:00  |
|    |                                                            |       |
|    |                                                            | 17:42 |
|    |                                                            |       |
Strona B
| 1. | "It Never Entered My Mind" (Lorenz Hart, Richard Rodgers) | 7:05  |
|    |                                                           |       |
| 2. | "Cup Bearers" (alternate take) (Tom McIntosh)             | 4:05  |
|    |                                                           |       |
| 3. | "50-21" (Thad Jones)                                      | 6:48  |
|    |                                                           |       |
|    |                                                           | 17:58 |
|    |                                                           |       |

## Informacje dodatkowe
- Produkcja – Horst Weber, Matthias Winckelmann
- Inżynier dźwięku – David Baker (A3, B1), Robert Drake (A1, A2, B2, B3)
- Zdjęcie (okładka) – Florian Adler
- Zdjęcia – Brian McMillan
- Łączny czas nagrań – 35:40